# Famenne

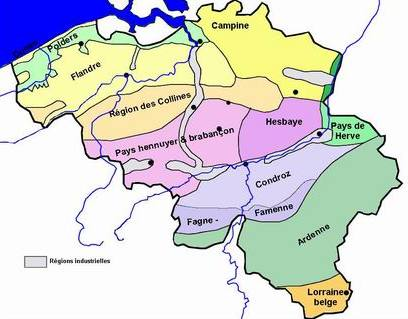
Regiones naturales de Bélgica
Fagne-Fammene

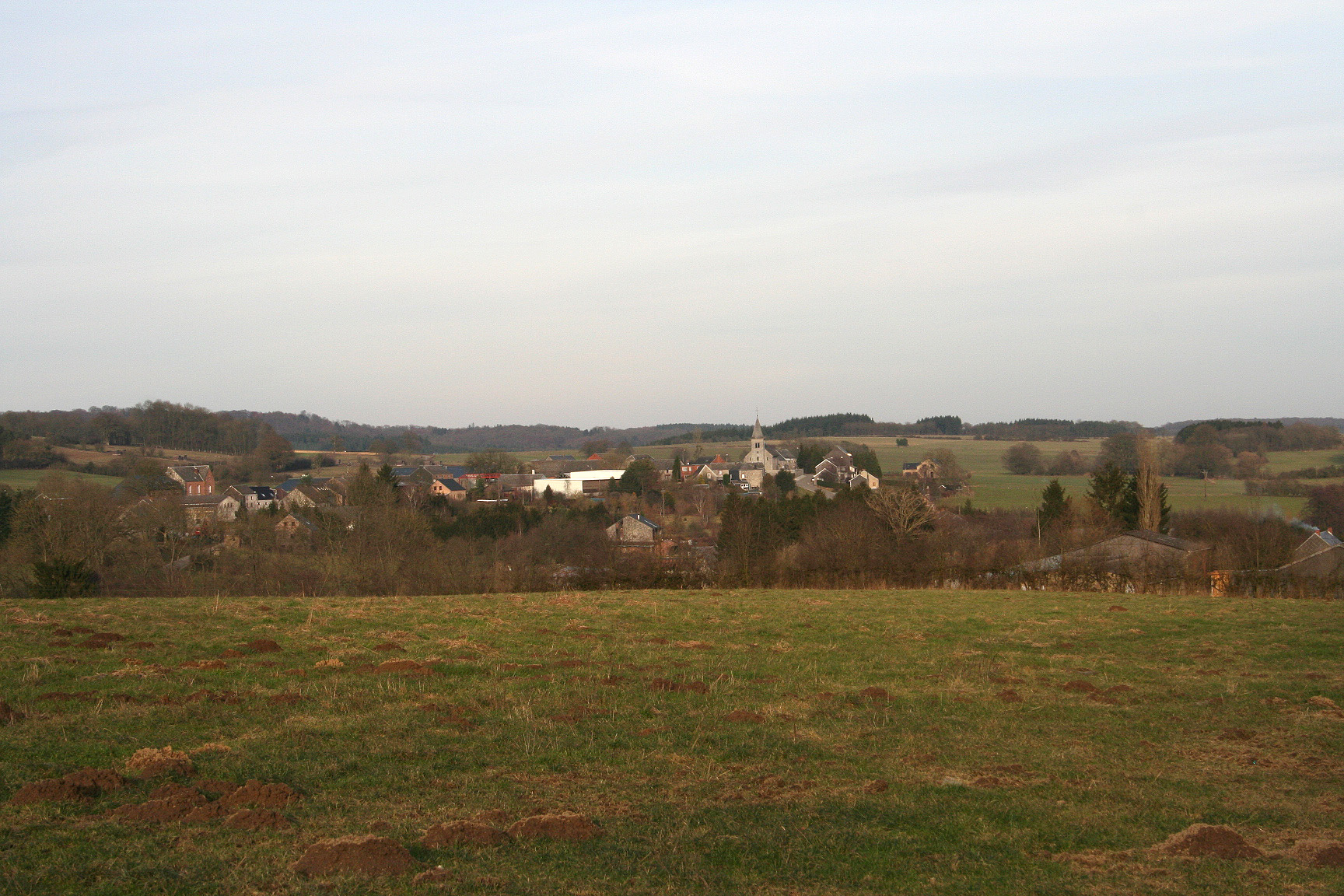
Paisaje de Famenne: la villa de Nettinne

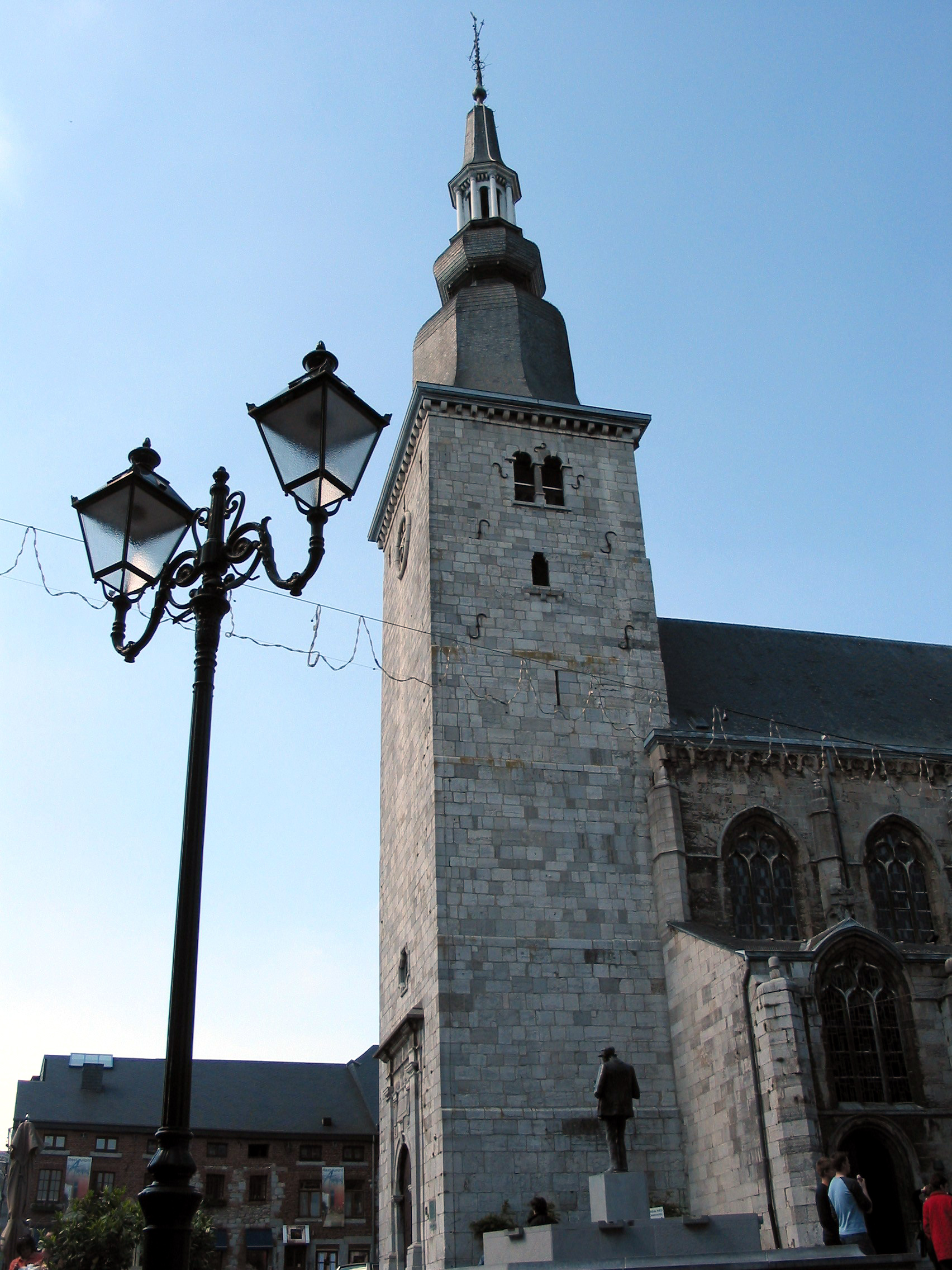
Iglesia de St. Remacle, en Marche-en-Famenne.

La Famenne es una región natural de Bélgica, que forma parte de un conjunto más amplio, llamado Fagne-Famenne.

## Geografía
La Famenne se extiende por la Región Valona sobre las provincias de Namur, de Lieja y de Luxemburgo, es una depresión natural delimitada por el Condroz al norte, las Ardenas al sureste y la Fagne al oeste. La Fagne y la Famenne están separadas por el río Mosa y la Famenne se encuentra al este del río. Esta región marca la transición hacia las Ardenas. 

La Famenne está atravesada por la Calestienne, lecho calizo en el que los ríos Lesse y Lomme han fromado impresionantes cuevas; las cuevas de Han, las de Hotton y la de Lorette en Rochefort son los mejores ejemplos. Famenne viene del nombre "famine" (hambre) lo que denota la pobreza de la región.
El territorio tiene una largura media de alrededor de 20 km de norte a sur y una longitud de alrededor de 66 km de oeste a este, desde las proximidades de Givet (Francia) hasta Aywaille.
Marche-en-Famenne es la localidad más importante, y generalmente se la considera capital no oficial de la región. Algunas localidades como Beauraing, Rochefort, Hotton y Durbuy pertenecen a esta región.

## Economía
Los habitantes de la Famenne vivieron inicialmente de la agricultura y las actividades forestales, pero el turismo es también una fuente importante de ingresos.